# 1970年の航空
< 1970年
1969年の航空 - 1970年の航空 - 1971年の航空

## 航空に関する出来事
- 1月17日 - ソビエトの可変翼戦闘爆撃機、Su-24の原型機が初飛行した。
- 1月22日 - パンアメリカン航空がニューヨーク - ロンドン間のボーイング747の運行を始めた。
- 2月1日 - Raymond Munroの設計した熱気球が、アイリッシュ海を横断した。
- 2月2日 - 米空軍のF-106A戦闘機の墜落事故。パイロット脱出後、無人のままほぼ無傷で胴体着陸を果たした。（コーンフィールド・ボンバー）
- 2月11日 - 日本のラムダ・ロケットが初の人工衛星、おおすみの打ち上げに成功した。
- 4月11日〜17日 - ジム・ラベル、ジャック・スワイガートとフレッド・ヘイズの搭乗したアポロ13号が宇宙飛行中、機械船の酸素タンクが爆発する事故に遭遇するが、飛行士たちは帰還に成功した。
- 4月24日 - 中華人民共和国が最初の人工衛星「東方紅1号」を打ち上げた。
- 5月18日 - 日本でハイジャック防止法（航空機の強取等の処罰に関する法律）が施行された。
- 7月18日 - イタリアの軍用輸送機のアレニア G.222が初飛行した。
- 8月17日 - ソビエトの宇宙探査機のベネラ7号が金星をめざして打ち上げられた。

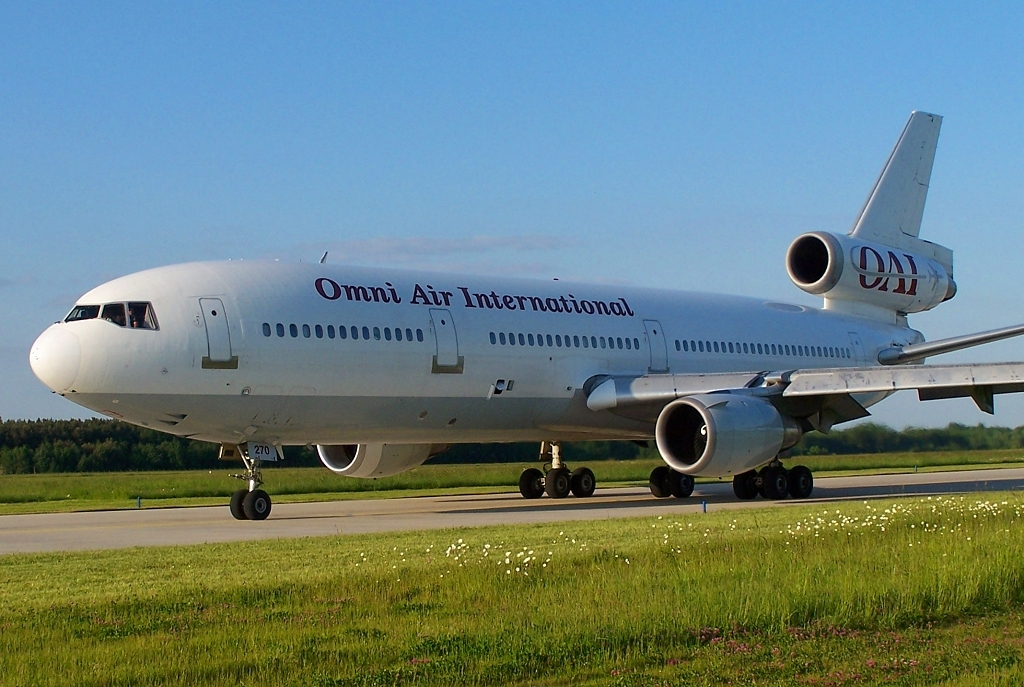
マクドネル・ダグラスDC-10

- 8月19日 - 小牧空港（名古屋）発千歳空港（札幌）行きの全日空175便「アカシア便」（ボーイング727）が離陸後、操縦室に乱入したピストルを持った男（当時24歳）によりハイジャックされた。（→全日空アカシア便ハイジャック事件）
- 8月29日 - マクドネル・ダグラスの旅客機、DC-10が初飛行した。
- 9月1日 - ビジネスジェット、ダッソー ファルコン 10が初飛行した。
- 9月12日 - ソビエトのルナ16号が、月の石を地球に持ち帰ることに成功した。
- 9月6日〜12日 - パレスチナ解放人民戦線（PFLP）が5機の旅客機をハイジャックし、うち3機がヨルダン西部・ザルカ近郊の旧イギリス軍ドーソン基地を転用した「革命空港」に強制着陸させた｡（PFLP旅客機同時ハイジャック事件）
- 9月20日 - 気球による大西洋横断飛行をめざして、ロドニー・アンダーソン、パメラ・ブラウン、マルコム・ブライトンが搭乗した、フリーライフがニューヨークを出発したが、30時間後に大西洋に墜落し3人は行方不明となった。
- 11月4日 - コンコルドの試作機が、初めてマッハ2を超える飛行に成功した。
- 11月10日 - ソビエトのルナ17号が、打ち上げられた。11月17日に月に着陸し、月面車（ルノホート1号）による調査を11ヶ月間に渡って行った。
- 11月16日 - ロッキード L-1011 トライスターが初飛行した。
- 12月18日 - フランスのアエロスパシアルと西ドイツDASAによる共同出資で、エアバス社が設立された。
- 12月21日 - アメリカの戦闘機、グラマン F-14 トムキャットの原型機が初飛行した。
- 月日不詳 - ベトナム戦争で、特に静粛化されたエンジンと、亜音速の先端速度を持つプロペラを装備して、夜間の低高度偵察を行うクワイアト・スター "Quiet Star"が使用された。

## 1970年に初飛行した機体の画像

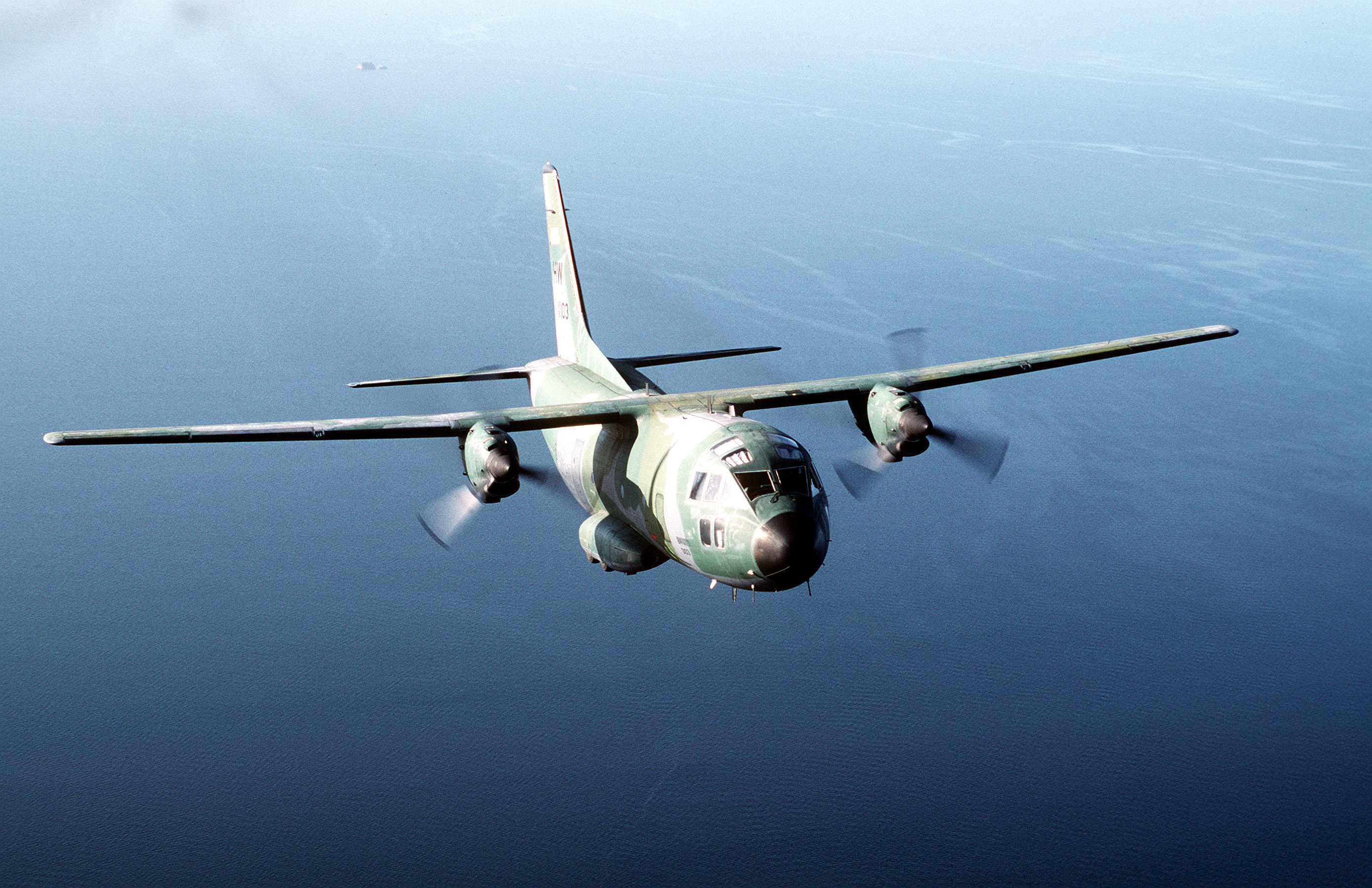
G.222 （7月18日 ）
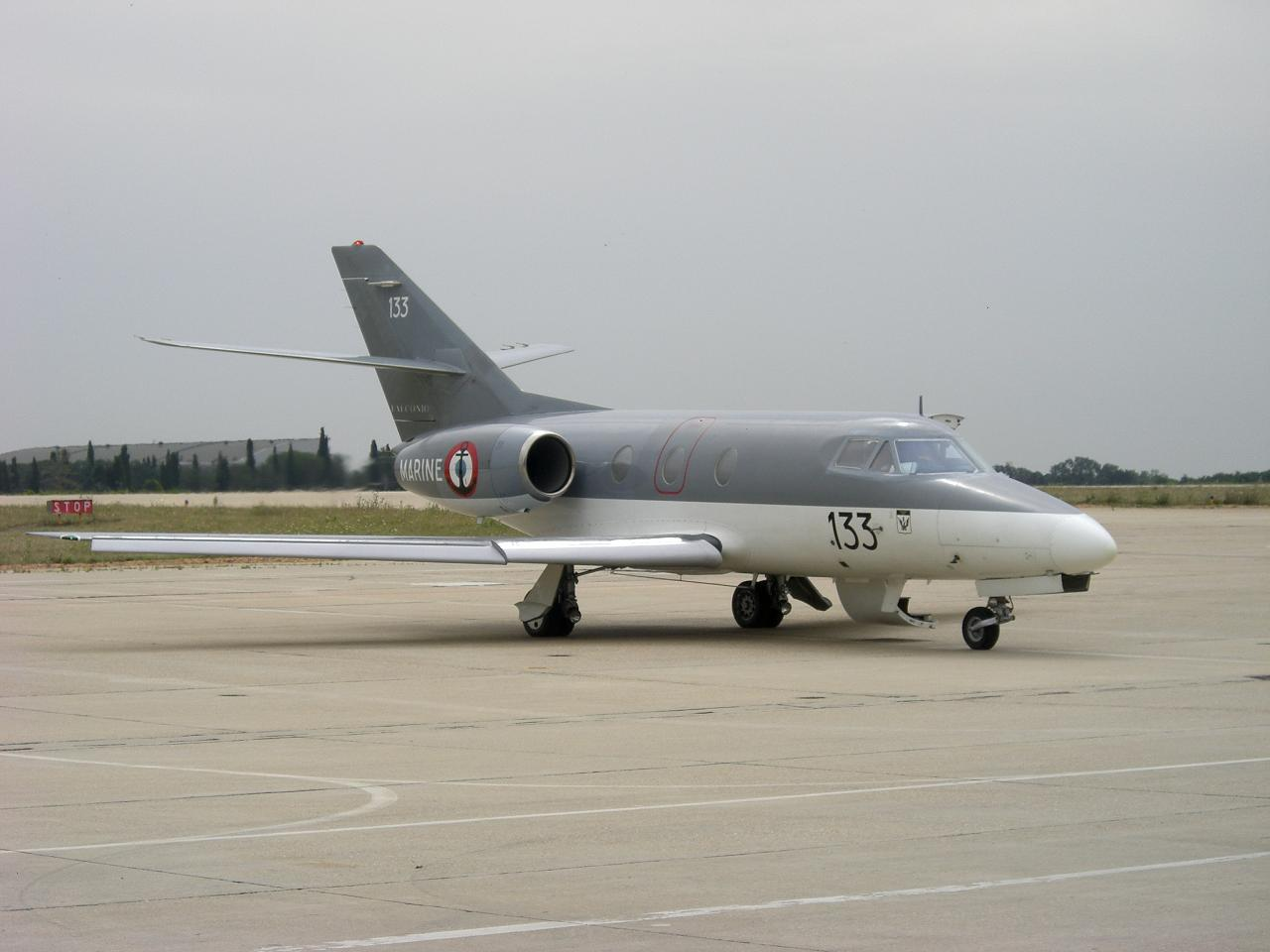
ダッソー ファルコン 10 （12月1日）
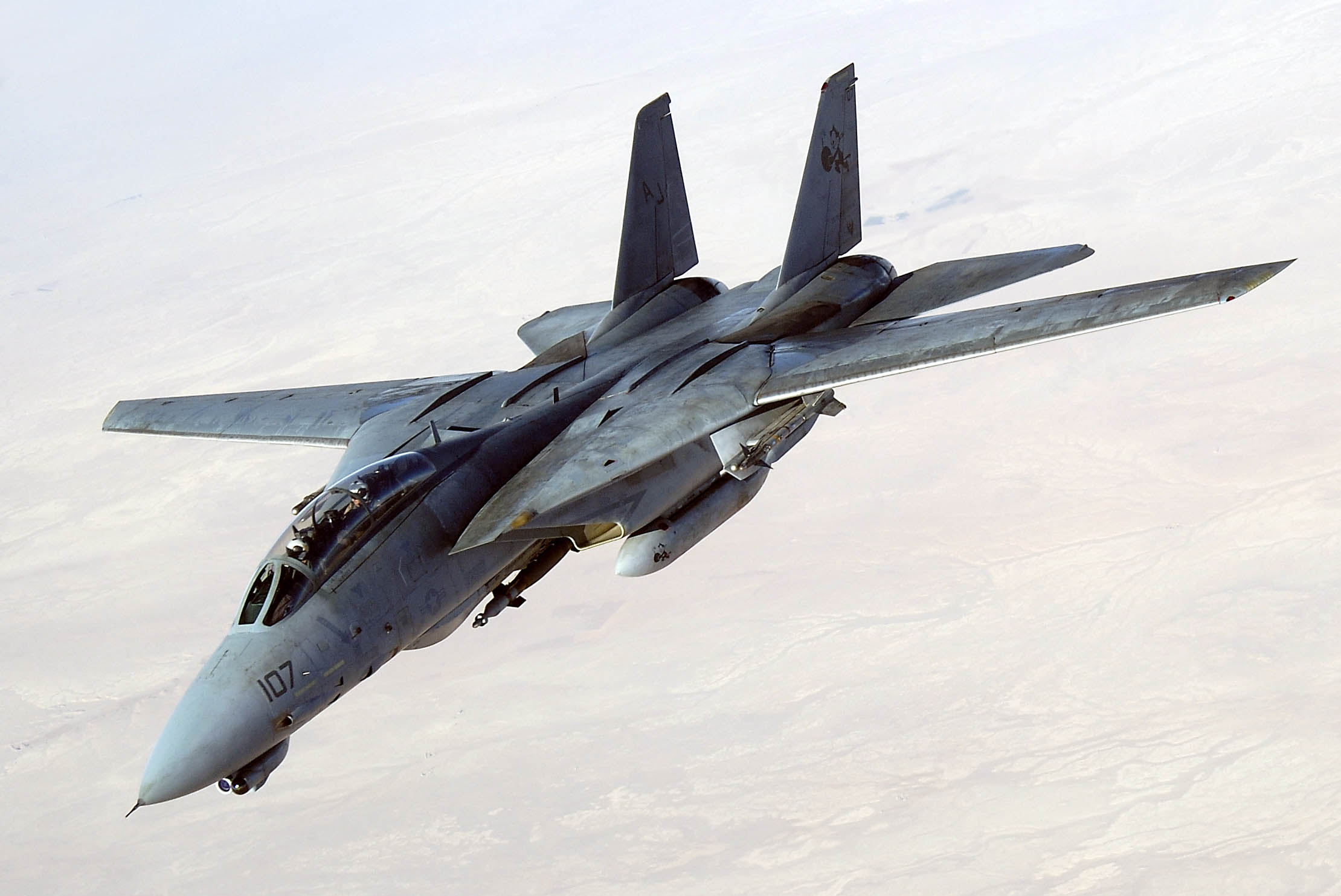
F-14 トムキャット （12月21日）

## 航空に関する賞の受賞者
- ハーモン・トロフィー：Brian Trubshaw、アンドレ・トゥルカ、シーラ・スコット
- デラボー賞： ジム・ラベル (USA)、アンドリアン・ニコラエフ(USSR)、ヴィタリー・セヴァスチャノフ(USSR)
- FAI・ゴールド・エア・メダル：ディック・メリル（H. T. "Dick" Merrill）